# Mount Rainier (hop)
Mount Rainier is een hopvariëteit, gebruikt voor het brouwen van bier.
Deze hopvariëteit is een “dubbeldoelhop”, bij het bierbrouwen gebruikt zowel voor zijn aromatische als zijn bittereigenschappen. Deze Amerikaanse variëteit werd gekweekt bij USDA-ARS en werd vernoemd naar de berg Mount Rainier. De variëteit is het resultaat van een kruising tussen Hallertauer Magnum en een mannelijke hop USDA 19085M.

## Kenmerken
- Alfazuur: 6,2%
- Bètazuur:
- Eigenschappen: kruidig, bloemig met toetsen van zoethout en hints van citrus